# 灰の水曜日
灰の水曜日（はいのすいようび、英: Ash Wednesday、伊: Mercoledì delle Ceneri、西: Miércoles de Ceniza、仏: Mercredi des Cendres、独: Aschermittwoch、蘭: Aswoensdag、葡: Quarta-Feira de Cinzas）は、キリスト教カトリック教会をはじめとする西方教会の典礼日。聖灰祭（せいかいさい）、大斎始日（だいさいしび）とも呼ばれる。復活祭（日曜日）の46日前の水曜日であり、四旬節（大斎節）の初日に当たる。

## 概要
灰の水曜日は、カトリック教会、プロテスタント教会（聖公会、ルーテル教会など）で定められている。東方教会では行われない。この日は大斎と小斎を守る日である。一般に典礼色は紫を使用する。

## 歴史
当初、教会から離れた人が戻る際の反省の公的儀式の1つとして灰を使用していた。これらの儀式が4世紀には40日間の断食と結びつけられていたが、レントの初日である灰の水曜日の起こりとは断定することが出来なかった。だが、10世紀までには西ヨーロッパで広く習慣として行われていた。（ローマは除く）1091年には教皇ウルバン2世がベネヴェント会議でローマの教会にも拡大するよう命じ、「Feria Quarta Cinerum」（灰の水曜日）と呼ばれるようになった。

## 典礼

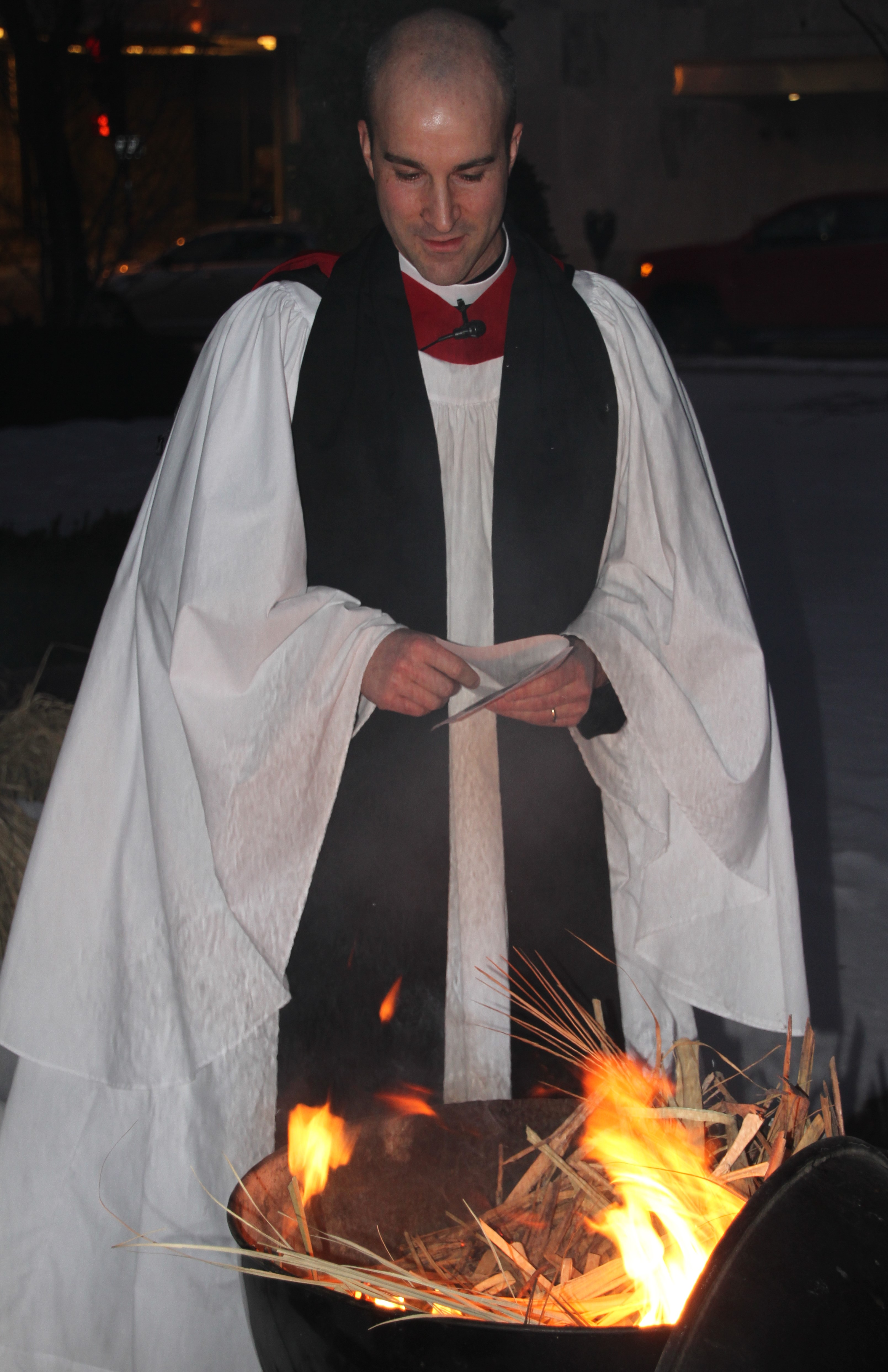
聖公会での灰作り

灰の水曜日の典礼では、前年の枝の主日に使用されたソテツ、棕櫚（しゅろ）の枝などを集めて燃やし、その灰を回心のしるしとして頭か額にかける「灰の式」が行われる。

### 聖公会
聖公会は伝統的には、「大斎始日」（灰の水曜日）の前の週の礼拝に、棕櫚の日曜日などで得た十字架を集めて、燃やして灰をあらかじめ作っておく。灰の水曜日の礼拝では、司祭が親指で灰の十字を各信者の額に記しながら、「あなたは土から生まれたので、土へ帰る」という主旨の言葉（創世記3章19節）をいう。額の十字は自然に消えるまで、あえてぬぐって消すことはない。日本聖公会でも、多くの教会でこの儀式が行われるが、高教会派でないと自任する教会では行わない所もある。司祭がいう言葉は、「あなたはちりであるから、ちりに帰らなければならないことを覚えなさい。罪を離れてキリストに忠誠を尽しなさい。」（『大斎節中の礼拝』（日本聖公会事務所、1989年1月））。